# سيارك (صوماي برادوست)
سيارك هي قرية في مقاطعة أرومية، إيران. يقدر عدد سكانها بـ 14 نسمة بحسب إحصاء 2016.